# パコ・ロペス
パコ・ロペス（Paco López）こと、フランシスコ・ホセ・ロペス・フェルナンデス（Francisco José López Fernández, 1967年9月19日 - ）は、スペイン・バレンシア県シジャ出身の元サッカー選手。サッカー指導者。
太字文選手時代のポジションはFW。2022年よりグラナダCFの監督を務める。

## 来歴

### 選手時代
ユース時代をバレンシアCFで過ごし、1985-86シーズンにBチームにあたるバレンシアCF・メスタージャでプロデビュー。選手時代は多くのチームを渡り歩いたものの、大半はセグンダ・ディビシオン、テルセーラ・ディビシオンといった下部リーグでプレー。2002年に34歳で引退。指導者に転向した。

### 指導者歴
2004年にビジャレアルCFのCチームの監督に就任し、監督業を開始。以降、CDアルコヤーノやFCカルタヘナなとの下部リーグの監督を務める。
2017年6月22日、レバンテUDのBチームの監督に就任。翌年3月4日、フアン・ラモン・ロペス・ムニス監督解任を受け、トップチームの監督に昇格。就任第1戦となった10日のヘタフェCF戦を1-0で勝利すると、チームは波に乗り、5月13日のFCバルセロナ戦では、それまで2017-18シーズン無敗を誇っていたバルサに対し、エマニュエル・ボアテングのハットトリックの活躍などで5-4で勝利するなど、就任後8勝1分1敗の快進撃で危機を乗りきり、プリメーラ・ディビシオン残留に導いた。
その後も各シーズン通して安定した成績を残し、2019-20シーズンはバルセロナとレアル・マドリードにホームゲームで勝利。更に2020-21シーズンはアトレティコ・マドリードとレアル・マドリードを敵地で下すという離れ業をやってのけた。しかし、2021-22シーズンは開幕から未勝利が続き、2021年10月2日のRCDマヨルカ戦のハーフタイムでは、相手選手のパブロ・マフェオから ｢後2日でクビになるんだろ⁉︎｣と侮辱されるほど不調に喘ぎ、実際に翌日解任された。
2022年11月9日、1年以上の休養期間を経て監督としてグラナダCFに復帰した。シーズン途中の就任となったが、見事クラブをプリメーラ昇格へと導いた。

## 監督成績
2021年10月2日現在
| クラブ                   | 国           | 就任           | 退任          | 記録 | 記録 | 記録 | 記録 | 記録 | 記録 | 記録 | 記録   |
| クラブ                   | 国           | 就任           | 退任          | 試   | 勝   | 分   | 敗   | 得   | 失   | 差   | 勝率   |
| ------------------------ | ------------ | -------------- | ------------- | ---- | ---- | ---- | ---- | ---- | ---- | ---- | ------ |
| ビジャレアル・C          | スペインの旗 | 2004年6月30日  | 2005年7月1日  | 34   | 23   | 7    | 4    | 66   | 17   | +49  | 067.65 |
| カタロハ                 | スペインの旗 | 2005年7月1日   | 2008年7月22日 | 126  | 53   | 29   | 44   | 155  | 141  | +14  | 042.06 |
| ベニドルム               | スペインの旗 | 2008年7月22日  | 2009年3月22日 | 34   | 10   | 13   | 11   | 36   | 32   | +4   | 029.41 |
| アルコヤーノ             | スペインの旗 | 2009年7月16日  | 2011年4月11日 | 78   | 36   | 22   | 20   | 96   | 65   | +31  | 046.15 |
| カルタヘナ               | スペインの旗 | 2011年5月27日  | 2011年9月19日 | 5    | 0    | 1    | 4    | 2    | 11   | −9   | 000.00 |
| バレンシア・メスタージャ | スペインの旗 | 2012年10月24日 | 2013年6月17日 | 29   | 9    | 11   | 9    | 31   | 33   | −2   | 031.03 |
| ビジャレアル・C          | スペインの旗 | 2013年11月13日 | 2014年5月22日 | 25   | 12   | 5    | 8    | 37   | 22   | +15  | 048.00 |
| ビジャレアル・B          | スペインの旗 | 2014年5月24日  | 2017年5月25日 | 116  | 50   | 36   | 30   | 171  | 118  | +53  | 043.10 |
| アトレティコ・レバンテ   | スペインの旗 | 2017年6月22日  | 2018年3月4日  | 30   | 18   | 8    | 4    | 53   | 23   | +30  | 060.00 |
| レバンテ                 | スペインの旗 | 2018年3月4日   | 2021年10月3日 | 147  | 49   | 41   | 57   | 207  | 221  | −14  | 033.33 |
| 合計                     | 合計         | 合計           | 合計          | 624  | 260  | 173  | 191  | 854  | 683  | +171 | 041.67 |